# Adriana Silva
Adriana Silva (Cali, 8 de junio de 1978) es una actriz y modelo colombiana.

## Carrera
Nació en Cali, Valle en 1978. Cuando tenía 2 años de edad, su madre la inscribió en un curso de natación que se ofrecía en las piscinas de Las Pilas, en Cali, y desde ese momento ha sabido nadar. 
Estudió en la Universidad Santiago de Cali, donde obtuvo un título de terapia respiratoria, pero posteriormente abandonó su carrera y quiso seguir sus sueños de actuación. En 2002, estuvo en el reality Protagonistas de novela. Luego dejó Valle del Cauca con su madre, y se establecieron en Bogotá. 
Su carrera inició en la telenovela Amor a la plancha, donde interpretó a la secretaria Alejandra Cuervo. Otras telenovelas en donde ha actuado son Lorena, donde interpretó a Mariela Morantes, la telenovela de RCN Hasta que la plata nos separe, donde interpretó a Julieta Méndez, Doña Bárbara, donde interpretó a Josefina Sandoval, entre muchas otras.
En 2018, se casa con Andrés Felipe Muñoz.

## Filmografía

### Televisión
- El Cartel de los Sapos: el origen (2021) — Nora Villegas
- La venganza de Analía (2020-2025) — Mónica Ramos[4]
- Pa' quererte (2020) — Carolina
- Decisiones: Unos ganan, otros pierden (2019) — Teresa
- El Barón (2019) — Teresa
- Paraíso Travel (2018) — Adriana Obregón.
- Narcos 3 (2018)
- Hermanos y hermanas (2017) — Julia.
- Las Vegas (2016-2017)
- Sala de urgencias 2  (2016) — Pilar Acuña.
- La viuda negra (2014)
- Allá te espero (2013) — Paola.
- La Madame (2013) — Catalina Burgos.
- Tres Caínes (2013)
- Cinco viudas sueltas  (2012) — Carminia.
- Tres Milagros (2011-2012) — presentadora.
- Los Canarios (2011-2012)
- Mujeres al límite (2011) — Varios personajes.
- Tu voz estéreo (2011) — Varios personajes.
- La reina del Sur (2011) — Brenda.
- Tierra de cantores (2010) — Mariana.
- Decisiones (2010)
- Rosario Tijeras (2010) — Doctora Natalia.
- Isa TK+ (2009-2010) — Profesora Cecilia.
- Tiempo Final (2009)
- Vecinos (2008-2009)
- Doña Bárbara (2008-2009) — Josefina Sandoval.
- Quién amará a María (2008) — Eleonora.
- La sucursal del cielo (2008)
- Hasta que la plata nos separe (2006-2007) — Julieta Méndez
- Lorena (2005-2006) — Mariela Morantes.
- Por amor a Gloria (2005-2006)
- Expedientes (2004)
- Amor a la plancha (2003-2004) — Alejandra Cuervo.

## Reality
- Protagonistas de Novela (2002) — Participante